# Caratê nos Jogos Pan-Americanos de 2007 - Até 65 kg masculino
A categoria até 65 kg foi uma em disputa nas competições de caratê nos Jogos Pan-Americanos de 2007, no Rio de Janeiro. A modalidade foi realizada no Complexo Esportivo Miécimo da Silva no dia 25 de julho com 8 caratecas.

## Medalhistas
| Ouro   | VEN Luís Plumacher                |
| Prata  | BRA Carlos Lourenço               |
| Bronze | ARG Lucio Martínez ESA Aron Pérez |

## Resultados
Os oito caratecas participantes são divididos em dois grupos de quatro cada, onde todos enfrentam todos dentro dos grupos. Os dois caratecas com o maior número de pontos (vitória vale dois pontos, empate um e derrota zero) avançam para as semifinais lutando em cruzamento olímpico (primeiro de um grupo contra o segundo do outro). Os vencedores decidem a medalha de ouro na grande final.

### Primeira fase
| Grupo 1        | CON             | ESA | ARG | ECU | MEX |
| Aron Pérez     | ESA El Salvador | —   | V-D | E   | V-D |
| Lucio Martínez | ARG Argentina   | D-V | —   | V-D | V-D |
| Mero Ontaneda  | ECU Equador     | E   | D-V | —   | V-D |
| Rolando Sias   | MEX México      | D-V | D-V | D-V | —   |

| Pos. | L | V | E | D | Pts |
| ---- | - | - | - | - | --- |
| 1    | 3 | 2 | 1 | 0 | 5   |
| 2    | 3 | 2 | 0 | 1 | 4   |
| 3    | 3 | 1 | 1 | 1 | 3   |
| 4    | 3 | 0 | 0 | 3 | 0   |

| Grupo 2         | CON                      | VEN | BRA | DOM | GUA |
| Luís Plumacher  | VEN Venezuela            | —   | V-D | V-D | V-D |
| Carlos Lourenço | BRA Brasil               | D-V | —   | V-D | V-D |
| Alberto Zabala  | DOM República Dominicana | D-V | D-V | —   | V-D |
| José de León    | GUA Guatemala            | D-V | D-V | D-V | —   |

| Pos. | L | V | E | D | Pts |
| ---- | - | - | - | - | --- |
| 1    | 3 | 3 | 0 | 0 | 6   |
| 2    | 3 | 2 | 0 | 1 | 4   |
| 3    | 3 | 1 | 0 | 2 | 2   |
| 4    | 3 | 0 | 0 | 3 | 0   |

### Classificação 5º-8º lugar
|  | Classificação 5º-8º lugar | Classificação 5º-8º lugar |   |                  | 5º lugar           | 5º lugar |  |
|  |                           |                           |   |                  |                    |          |  |
|  |                           |                           |   |                  |                    |          |  |
|  | ECU Mero Ontaneda         | 0 SUP                     |   |                  |                    |          |  |
|  | GUA José de León          | 0                         |   |                  |                    |          |  |
|  |                           |                           |   |                  |                    |          |  |
|  |                           |                           |   |                  |                    |          |  |
|  |                           |                           |   |                  | ECU Mero Ontaneda  | RSC      |  |
|  |                           | MEX Rolando Sias          | - |                  |                    |          |  |
|  |                           |                           |   |                  |                    |          |  |
|  |                           |                           |   |                  |                    |          |  |
|  |                           |                           |   |                  | 7º lugar           |          |  |
|  |                           |                           |   |                  |                    |          |  |
|  | MEX Rolando Sias          | KIK                       |   | GUA José de León | 2                  |          |  |
|  | DOM Alberto Zabala        | -                         |   |                  | DOM Alberto Zabala | 2 SUP    |  |

### Semifinal e Final
|  | Semifinal           | Semifinal          |   |  | Final               | Final |  |
|  |                     |                    |   |  |                     |       |  |
|  |                     |                    |   |  |                     |       |  |
|  | ESA Aron Pérez      | 1                  |   |  |                     |       |  |
|  | BRA Carlos Lourenço | 6                  |   |  |                     |       |  |
|  |                     |                    |   |  |                     |       |  |
|  |                     |                    |   |  |                     |       |  |
|  |                     |                    |   |  | BRA Carlos Lourenço | 1     |  |
|  |                     | VEN Luís Plumacher | 2 |  |                     |       |  |
|  |                     |                    |   |  |                     |       |  |
|  |                     |                    |   |  |                     |       |  |
|  |                     |                    |   |  |                     |       |  |
|  |                     |                    |   |  |                     |       |  |
|  | ARG Lucio Martínez  | 0                  |   |  |                     |       |  |
|  | VEN Luís Plumacher  | 4                  |   |  |                     |       |  |

## Classificação final
| Pos.              | Atleta              |
| ----------------- | ------------------- |
| Medalha de ouro   | VEN Luis Plumacher  |
| Medalha de prata  | BRA Carlos Lourenço |
| Medalha de bronze | ARG Lucio Martínez  |
| Medalha de bronze | ESA Aron Pérez      |
| 5                 | MEX Rolando Sias    |
| 6                 | ECU Mero Ontaneda   |
| 7                 | DOM Alberto Zabala  |
| 8                 | GUA José de León    |